# Транспорт Праги
Прага — узловой транспортный центр Чешской Республики. Имеет удобную сеть общественного городского транспорта, междугородное и международное соединение осуществляется железной дорогой, автомобильным и воздушным транспортом.

## Общественный транспорт
Главной транспортной организацией в области внутригородских перевозок пассажиров в городе является «Транспортное предприятие столичного города Праги» (чеш. «Dopravni podnik hl. m. Prahy, a. s.»). В целом она перевозит свыше миллиарда пассажиров в год. Для перевозок служит система метро, трамваев, троллейбусов и автобусов.

### Проезд в общественном транспорте
Путешествие городским транспортом возможно только при наличии проездного билета либо так называемого купона (абонемента). Пассажиры должны приобрести его перед посадкой в транспорт или перед входом в метро на любой станции метро, в Информационном центре Dopravni podnik, в гостинице, в бюро путешествий, в универмагах и т. п. Он является действительным только в том случае, если был прокомпостирован. Билеты в один конец можно также купить в автоматах, расположенных на станциях метро, или на остановках общественного транспорта.
Разовый билет может быть электронным. Покупка такого билета осуществляется посредством отправки SMS-сообщения с запросом необходимого билета до посадки в транспортное средство. Ответное сообщение содержит срок действия билета и его код, который необходимо продемонстрировать при контроле. Услуга доступна абонентам всех операторов мобильной связи Чехии.
Наличие билета может быть проверено контролёрами Dopravni podnik в течение всей поездки в наземном транспорте или в метро. Контролёр имеет право требовать действительный билет, конфисковывать недействительные билеты и взимать штраф за безбилетный проезд.
На территории Праги также действует именной проездной, который работает для любого городского транспорта — Литачка. Карта Литачка выпускается на 4 года и предоставляет скидки на посещение некоторых достопримечательностей.

### Бесплатный проезд
Бесплатно можно проехать:
- лицам моложе 10 лет и старше 70 лет;
- лицам моложе 15 лет и старше 65 лет при наличии городской карты Opencard со специальным приложением стоимостью 120 крон;
- инвалидам в инвалидном кресле с поводырем и собакой.

Или провести багаж:
- детские коляски с младенцами;
- животных в закрытых коробках;
- багаж, который не превышает размере 25 x 45 x 70 см;
- тубы длиной до 150 см и до 20 см в диаметре;
- одну пару лыж;
- велосипед (в метро только в непиковое время).

### Метро

Схема Пражского метрополитена. Апрель 2015

Пражский метрополитен — единственный метрополитен Чехии, одно из основных средств транспорта в Праге, является седьмым по годовому пассажиропотоку из метрополитенов Европы.
Линий метро три, различаются по цветам: А — зелёная, В — жёлтая, С — красная:
- Линия «А» — Депо Гостиварж — Немоцнице Мотол  (длина — 17,1 км, время в пути — 30 мин);
- Линия «В» — Черны мост — Зличин (длина — 20 км, время в пути — 41 мин);
- Линия «С» — Летняны — Хайи  (длина — 14,2 км, время в пути — 25 мин).

Время работы: ежедневно от 04:40 до 00:15 часов.
Общее количество станций — 54, из них 3 — пересадочные между линиями. Пересадки осуществляются на станциях Музеум (линии «А» и «С»), Мустек (линии «А» и «В») и Флоренц (линии «В» и «С»)

### Трамваи

Схема Пражского трамвая. Октябрь 2008

Пражский трамвай — крупнейшая трамвайная сеть в Чехии, состоящая из 141 километра путей, 951 трамвайного вагона и 35 линий. Система обслуживает более 340 миллионов пассажиров в год. Первая линия конного трамвая была открыта в 1875 году, первый электрический трамвай пошёл в 1891 году.
В городе работает:
- с 04:30 до 00:20 — 26 линий (№ № 1—26). Временной интервал между трамваями: в рабочие дни в среднем 7-8 минут, около полудня 10—15 минут в субботу и воскресенье 8—20 минут;
- с 00:30 до 04:50 — 9 линий (№ № 91—99). Временной интервал между ночными трамваями 30—40 минут. Центральная остановка с возможностью перехода на другие линии ночных трамваев — Лазарская.

Расписание движения трамваев находится на каждой остановке.
Трамвай № 41 (или № 42) «Ностальгический» — это старинный трамвай, который ходит по выходным и праздничным дням с конца марта до середины ноября. Он отходит от Возовна Стржешовице (Vozovna Střešovice) каждый час с 12:00 до 18:00 и проходит по центру города.

### Троллейбусы
Существовавшая с 28 августа 1936 год троллейбусная сеть столицы была закрыта в 1972 году по причине неэффективности. Троллейбусное движение вновь запущено в 2017. Троллейбусы ходят с автономным ходом, поскольку не на всех участках маршрута есть контактная сеть.
В настоящее время действует только маршрут № 58 (Palmovka — Letňany), он проходит по улицам: Ronkova, Na žertvah, Spojovací, Prosecká, Listova.

### Автобусы

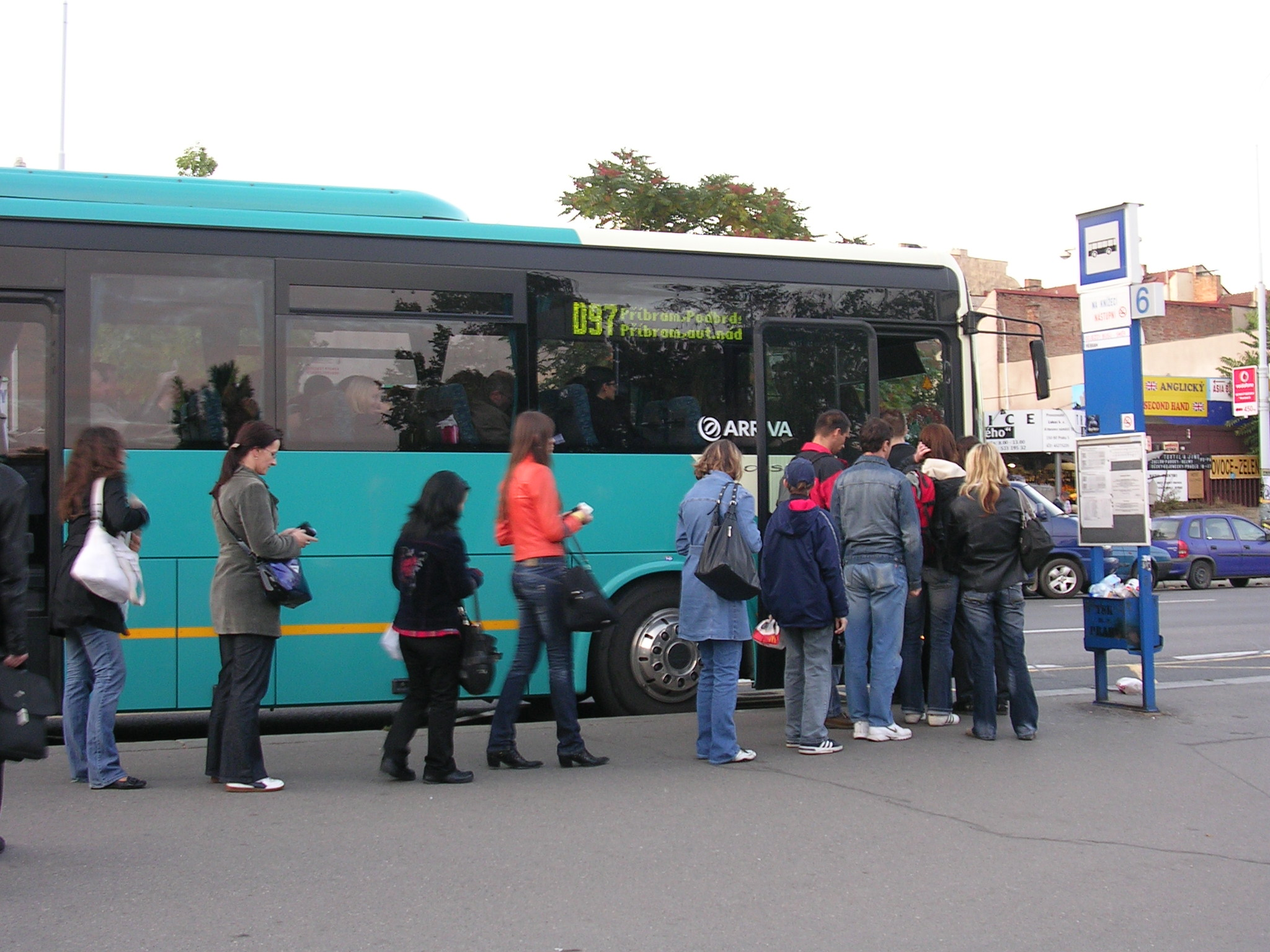
Посадка пассажиров на автобусной остановке

В чешской столице работают различные автобусные перевозчики, наиболее важным из которых является «Транспортное предприятие столичного города Праги», который имеет густую сеть маршрутов. В целом в городе не менее 300 автобусных линий).
Время работы: от 04:30 до 00:30 (в обычном режиме). Временной интервал между автобусами: в рабочие дни в среднем 5—8 минут, около полудня 10—20 минут, в субботу и воскресенье 15—40 минут.
Ночной режим работы: от 00:30 до 05:00. Временной интервал между ночными автобусами 50-60 минут. Ночные линии: 901—914 (городские), 601—607 (пригородные).
Билеты можно приобрести заранее в вестибюлях метро (касса или автоматы) или возле остановок общественного транспорта в лавочках с названием «Трафика».
Расписание движения автобусов находится на каждой остановке.

### Фуникулёр

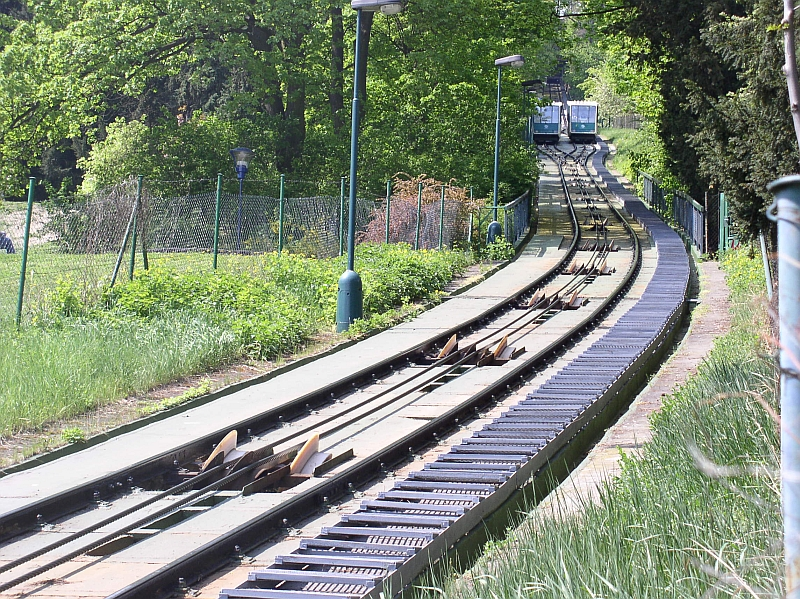
Отрезок линии фуникулёра

Пражский фуникулёр — фуникулёр в центре Праги, проложенный по склону Петршинского холма. Путь проложен по дуге. Длина маршрута составляет 510 м, и он способен перемещать до 1400 пассажиров в час в одном направлении. Имеет три станции:
- нижняя станция, «Уезд» расположена на одноименной улице, рядом с остановкой трамваев 9, 12, 22 и рестораном «У Швейка»;
- промежуточная станция «Небозизек» расположена выше разъезда, поэтому в дороге вагончики дважды, по очереди, останавливаются у платформы;
- на вершине холма, недалеко от станции «Петршин» находятся Петршинская смотровая башня, розовый сад, обсерватория имени Н. Г. Штефаник.

Канатная дорога работает ежедневно с 9:00 до 23:30 (апрель — октябрь) и с 9:00 до 23:20 (октябрь — март). Вагоны отправляются с интервалом 10—15 минут.

### Переправы

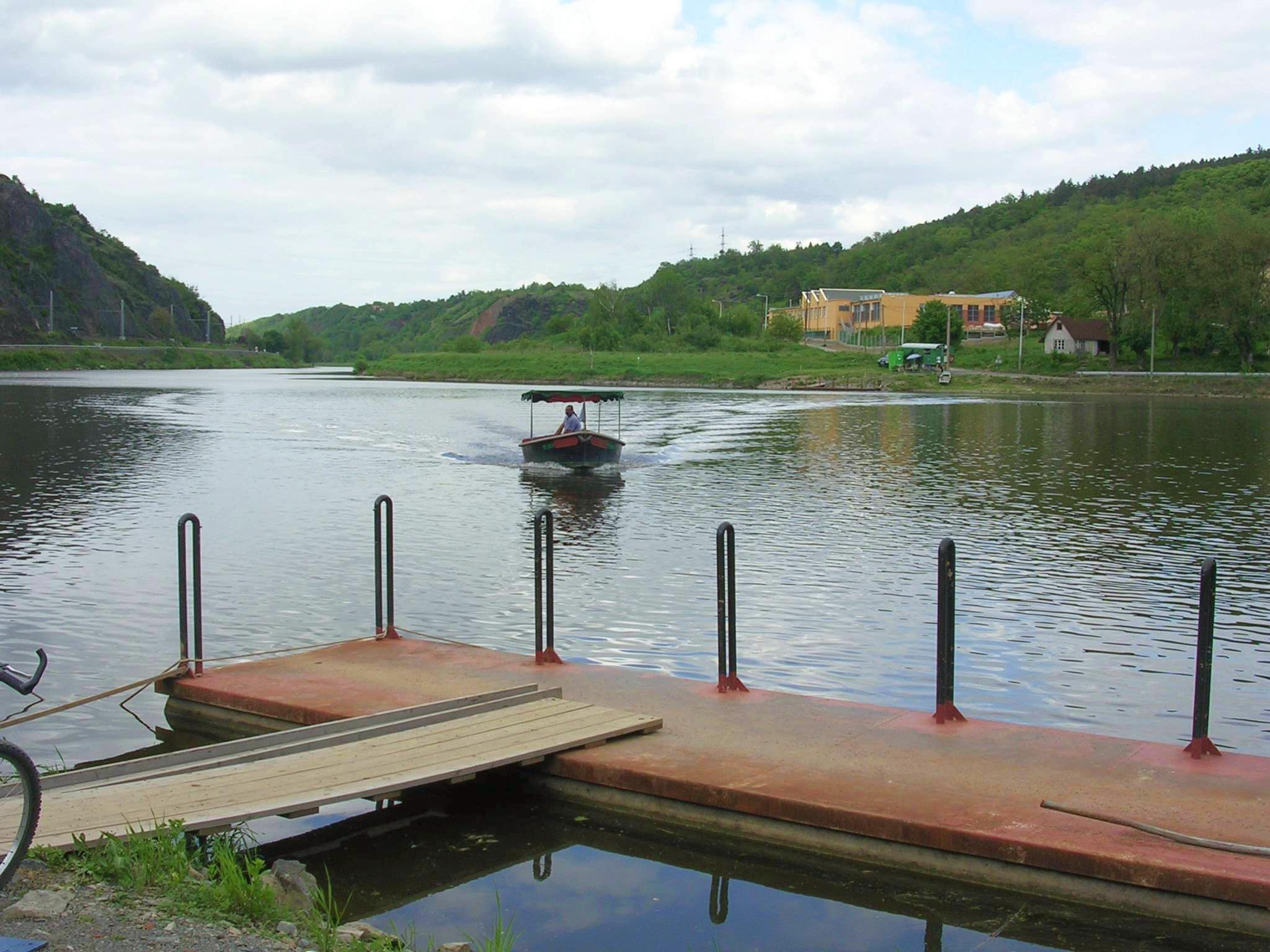
Переправа Р1

Через Влтаву в Праге перекинуто 19 мостов. Кроме того, работают паромные переправы:
- первый паром (переправа Р1) доставляет людей из района Седлец в Праге-6 на самом севере чешской столицы на противоположный берег — в Замки и обратно (время работы: с 5:25 до 20:00 часов, интервал 30 минут);
- второй (переправа Р2) работает между районами Подгоржи и Подбаба (часы работы: с 5:40 до 20:00 часов, интервал 30 минут);
- третий (переправа Р3) (часы работы: только апрель-октябрь с 6:00 до 22:00, интервал 30 минут) Лиговар — Весларжский остров;
- четвертый маршрут (в центре города) прекратил работу;
- пятый паром особенно удовлетворяет велосипедистов, поскольку просторный и пристаёт в местах велосипедных маршрутов: Витон — остров Цисаржска Лоука — Котевни.
- шестой маршрут перевозит пассажиров на юге Праги между пристанями Лаговички и вокзалом в Модржанах.

На всех паромах действуют городские проездные билеты общественного транспорта.

## Такси

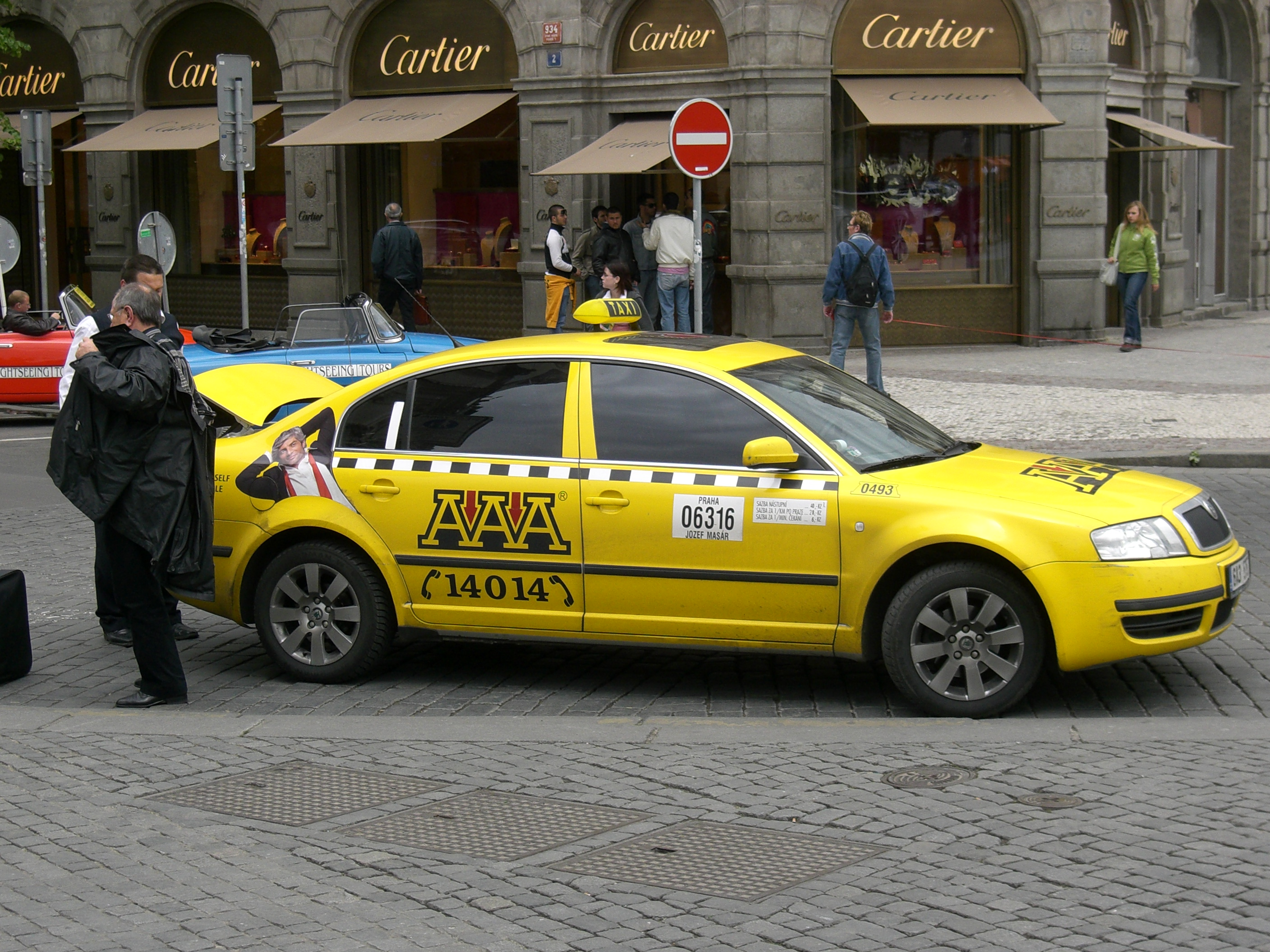
Автомобиль фирмы ААА

Частный извоз в городе отсутствует, однако все таксопарки находятся в частных руках. К автомобилям такси существует ряд требований:
- каждое такси должно быть обеспечено стационарным светильником с надписью «TAXI»;
- на обоих передних дверцах должен быть указан регистрационный номер такси, название фирмы;
- прейскурант с указанием основного тарифа, дополнительных тарифов и стоимость одной минуты ожидания;
- после окончания поездки водитель обязан выдать квитанцию, распечатанную таксометром, о стоимости проезда.

### Основные перевозчики
- «AAA»
- «City Taxi»
- «DIMO TAXI»
- «Halotaxi»
- «Profi Taxi»
- «Radiotaxi»
- «Sedop»
- «Taxi Praha»

## Автомобильный транспорт

### Правила дорожного движения

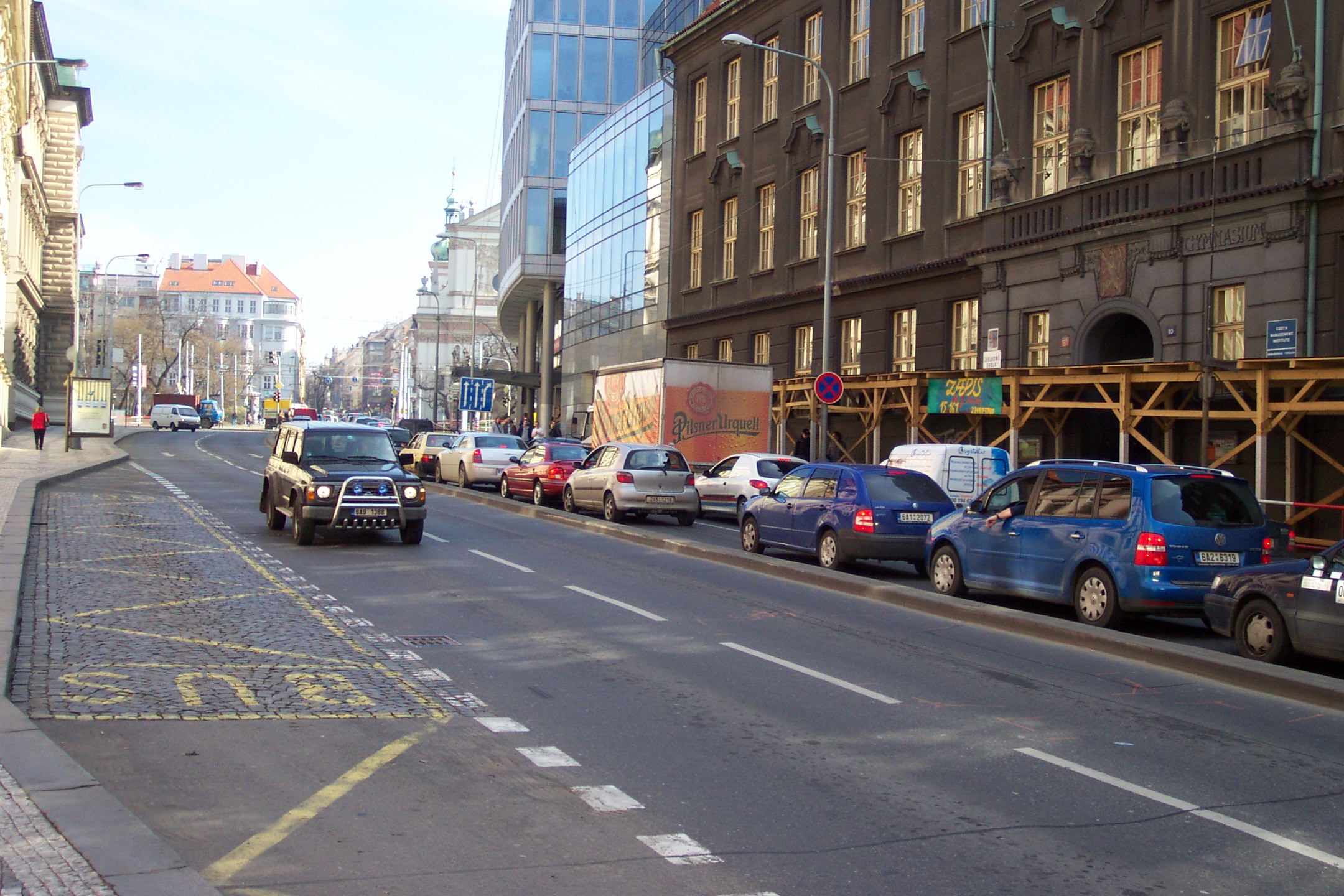
Автомобильное движение в Новом городе

Правила дорожного движения в Чехии в основном такие же как и в других европейских странах:
- движение автотранспорта правостороннее;
- пристёгивание с помощью ремня безопасности является обязательным;
- для детей весом до 36 кг или ростом до 150 см необходимо детское сидение;
- максимально разрешенная скорость движения для легковых автомобилей — 90 км/ч, при проезде через населенные пункты — 50 км/ч, на автомагистрали — 130 км/ч;
- запрещается управлять автомобилем в нетрезвом состоянии, порога терпимости к содержанию алкоголя в выдохе не существует;
- фары автомобилей должны быть включены круглосуточно;
- для движения по автомагистралям необходима автомагистральная марка-наклейка, которую можно приобрести на заправочных станциях или на почте.

### Парковка

#### Перехватывающие парковки
Перехватывающие парковки (P+R, от англ. Park and ride) в Праге работают с 4:00 и до 1:00 следующих суток (до закрытия метрополитена). Стоимость парковки в 2020 году составляла 20 крон за день в часы работы парковки и 100 крон — после закрытия (цены не относятся к парковке P+R у пражского конгресс-центра).

#### Парковки в центре
В центре города, а именно в городских районах Прага 1, 2, 3 и 7 расположены парковки, разделённые на три зоны: оранжевую, зеленую и синюю:
- в оранжевой зоне время парковки ограничено 2 часами. Минимальная плата берется за 15 минут. Парковки работают с 8:00 до 18:00 на Вацлавской площади с 8:00 до 20:00 (понедельник — суббота);
- в зеленой зоне время парковки ограничен 6 часами. Время работы с 8:00 до 18:00;
- синяя зона предназначена исключительно для жителей Праги, проживающих в данном районе и сотрудников фирм, находящихся на территории этого района. Для парковки в синей зоне нужно иметь парковочную карту, стоимость и сроки действия которой различаются для резидентов и нерезидентов района.

### Расстояния по автодорогам (в км)

#### Прага — города Чехии
| Брно            | 202 | Ческе-Будейовице | 140 |
| Кутна Гора      | 68  | Либерец          | 102 |
| Чешский Крумлов | 172 | Оломоуц          | 275 |
| Градец-Кралове  | 112 | Острава          | 362 |
| Карловы Вары    | 133 | Пльзень          | 90  |

#### Прага — города Европы

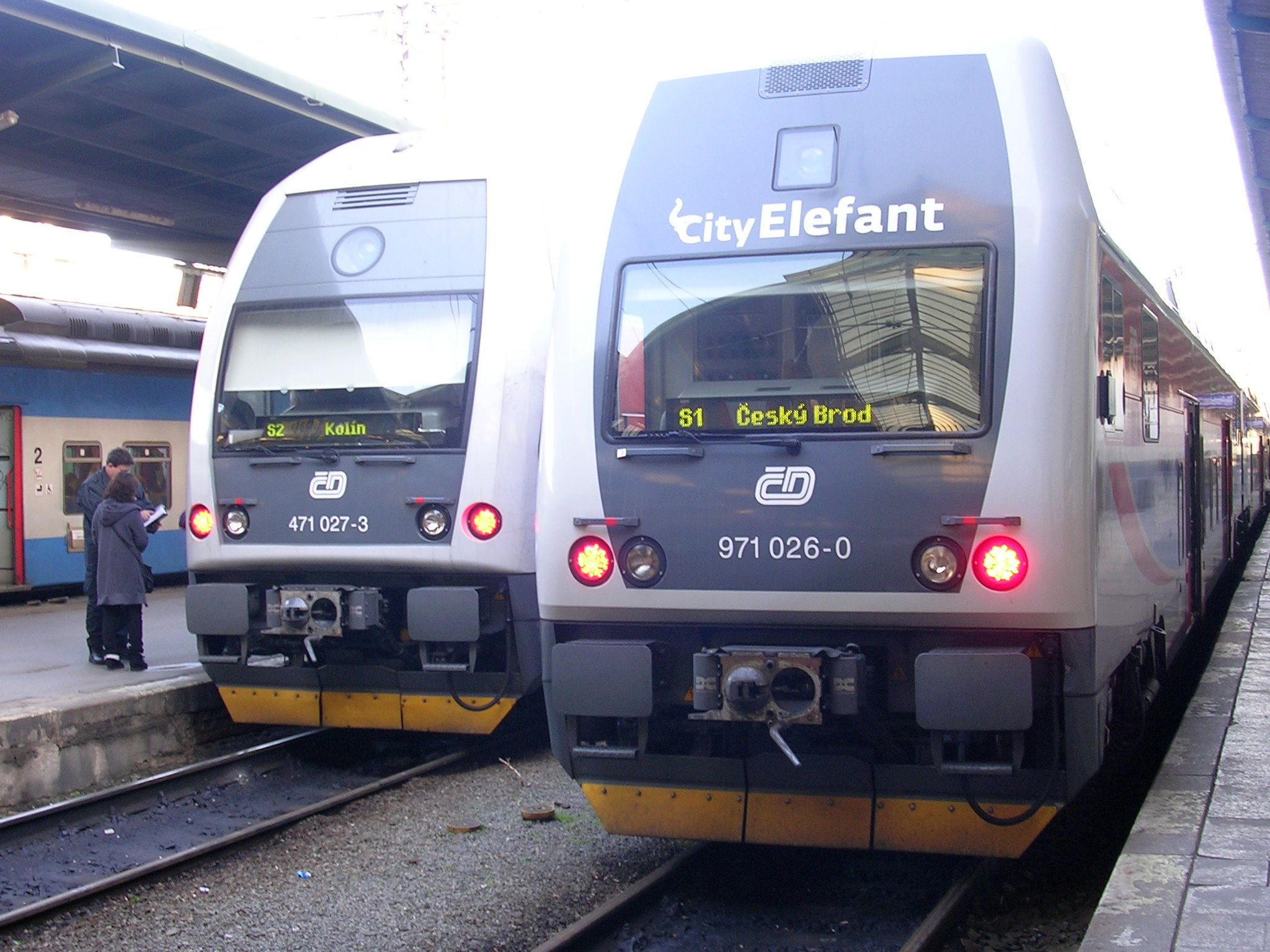
Поезда на вокзале Масарика

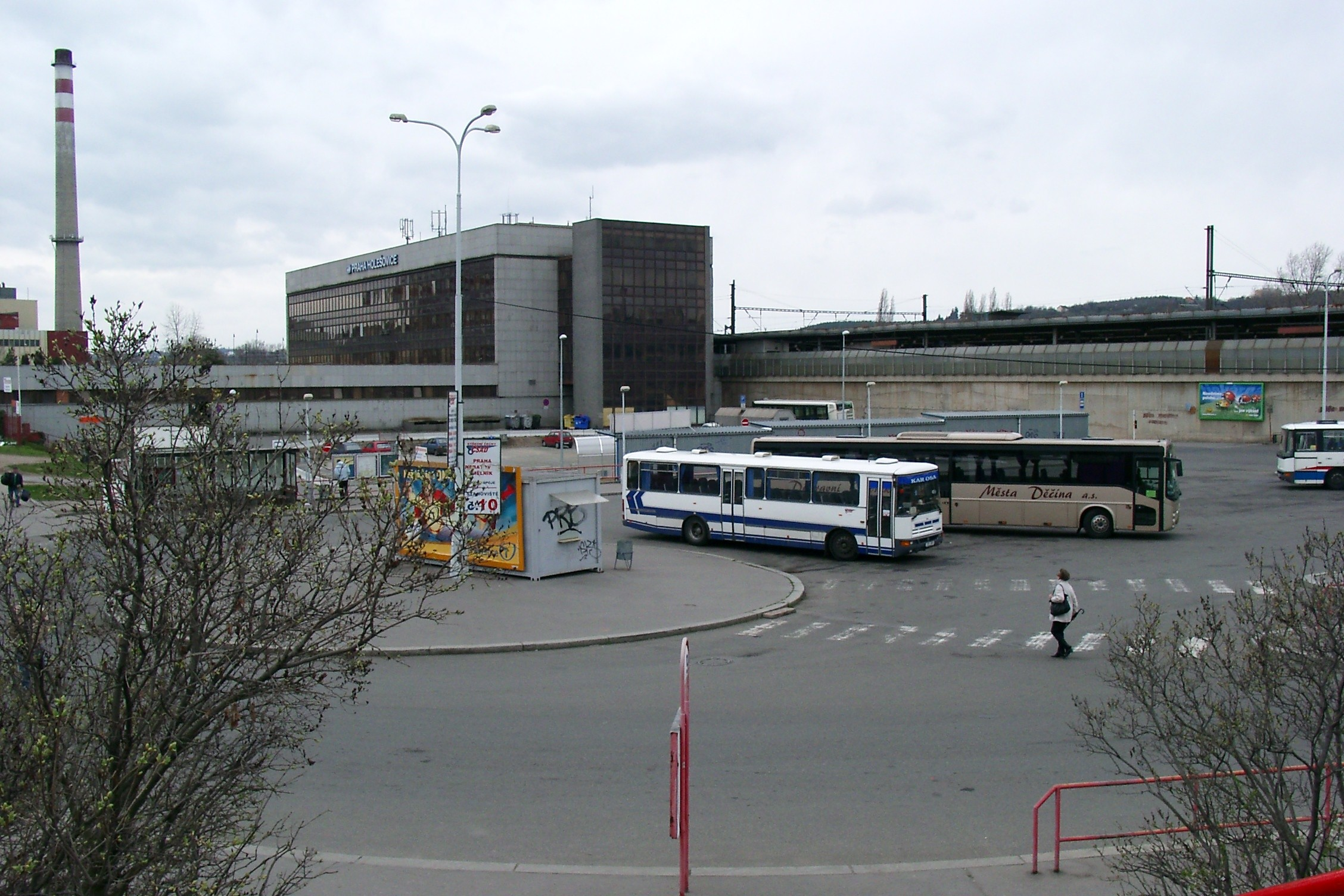
Автостанция Голешовице

| Амстердам  | 970  | Мадрид   | 2400 |
| Берлин     | 350  | Мюнхен   | 360  |
| Берн       | 960  | Москва   | 1900 |
| Брюссель   | 910  | Нюрнберг | 285  |
| Братислава | 320  | Париж    | 1050 |
| Будапешт   | 550  | Рим      | 1290 |
| Цюрих      | 670  | Варшава  | 630  |
| Копенгаген | 750  | Вена     | 300  |
| Лондон     | 1370 | Киев     | 1400 |
| София      | 1300 |          |      |

## Железнодорожные вокзалы

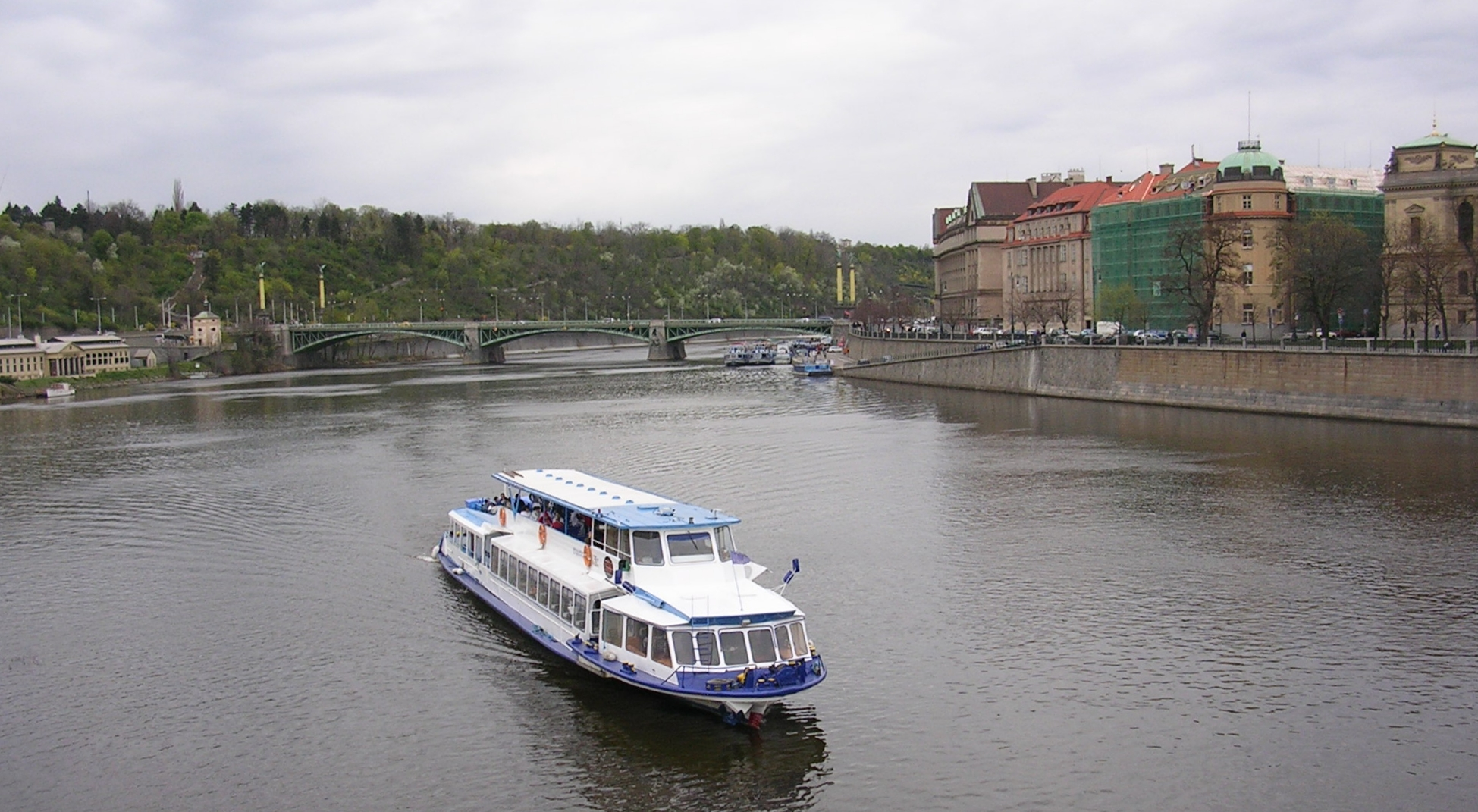
Речная прогулка Влтавой

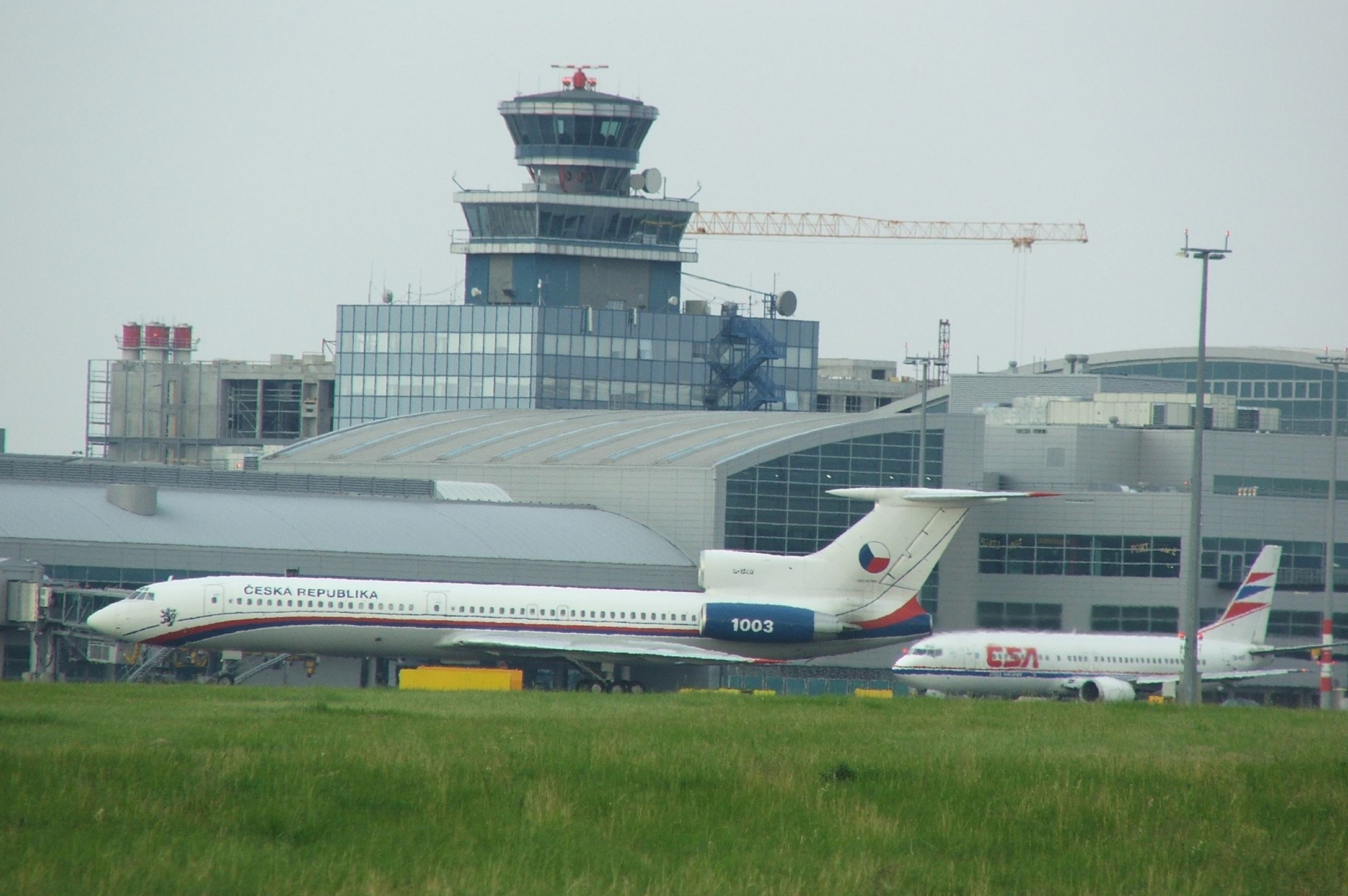
Аэропорт Рузине

Прага является важнейшим узлом железнодорожных пассажирских перевозок в Чешской Республике, как на дальние расстояния так и на пригородных маршрутах. Основные пражские вокзалы:
- Главный — Прага-2, ул. Вилсонова, 8 (метро «С», ст. Главный вокзал);
- имени Масарика — Прага-1, ул. Гибернска, 76 (метро «В», ст. Площадь Республики);
- Смиховский — Прага-5, ул. Надражни (метро «В», ст. Смиховский вокзал);
- Голешовице — Прага-7, ул. Партизанская (метро «С», ст. Вокзал Голешовице).

## Автовокзалы
В городе работает несколько междугородных и международных автовокзалов. Основные из них:
- Флоренц — Прага-8, ул. Кршижикова (метро «В» и «С», ст. Флоренц);
- На Книжеци — Прага-5 ул. Надражни (метро «В» ст. Андел);
- Голешовице — Прага-7, ул. Партизанская (метро «С», ст. Вокзал Голешовице);
- Розтилы — Прага-4, ул. Ришавего (метро «С», ст. Розтилы);
- Черный Мост — Прага-9, ул. Хлумецка (метро «В», ст. Черны мост);
- Зличин — Прага-5, ул. Рингхофферова (метро «B», ст. Зличин).

## Водный транспорт
Старейшей судовладельческой компанией в Праге является Пражская пароходная компания, основанная еще в 1865 году, которая располагает наибольшей флотилией пассажирских судов на Влтаве. Если состояние воды в реке и метеорологические условия позволяют судоходство, то пассажирские корабли курсируют регулярно в известных местах отдыха в окрестностях Праги — до Штеховиц, Мельника, на Слапскую дамбу, к Стромовке, где находится зоопарк, организуются экскурсии и круговые прогулки на кораблях Влтавой. Также суда предоставляются в аренду с возможностью выбора маршрута.

## Аэропорт
Аэропорт им. Гавела находится на северо-западной окраине города, в местности с названием Рузине на расстоянии 20 км от центра. Кроме такси и автобусов городского транспорта для поездок в аэропорт служат также маршрутные такси и микроавтобусы.
Аэропорт предназначен для международного и внутригосударственного, регулярного и нерегулярного воздушного движения. Это крупнейший аэропорт в Чешской Республике, а также в Центральной и Восточной Европе. Более 50 авиакомпаний обеспечивает регулярное и нерегулярное прямое сообщение между Прагой и 120 городами мира.